# دابليو ودابليو
دابليو ودابليو (W&W)  هي فرقة دي جي ثنائية هولاندية تتكون من كل من ويليم فان هانيغيم (Willem van hanegem) و واردت فان دير هارست (wardt van der harst) ،تختص الفرقة في الموسيقى الإلكترونية و موسيقى الترانس وقد جعلها ذلك تشارك في عدد من الحفلات موسيقى الرقص حول العالم أهمها حفلة (بالإنجليزية: Tomorrowland)‏ تومورولاند .

## الجوائز والترشيحات
| السنة | الجوائز                  | الصنف                         | المتلقي | النتيجة | Ref   |
| ----- | ------------------------ | ----------------------------- | ------- | ------- | ----- |
| 2015  | IDMA                     | أفضل إيقاع ترانس              | Thunder | رُشِّح     | [ 1 ] |
| 2015  | IDMA                     | أفضل دي جي ترانس              | W&W     | رُشِّح     | [ 1 ] |
| 2015  | IDMA                     | أفضل صعود هاوس/دي جي إلكتروني | W&W     | رُشِّح     | [ 2 ] |
| 2016  | جائزة أن أر جي الموسيقية | أفضل تعاون للعام              | W&W     | رُشِّح     | [ 3 ] |
| 2016  | IDMA                     | أفضل صعود هاوس/دي جي إلكتروني | W&W     | رُشِّح     | [ 4 ] |

## روابط خارجية
- دابليو & دابليو على موقع ميوزك برينز (الإنجليزية)
- دابليو & دابليو على موقع أول ميوزيك (الإنجليزية)
- دابليو & دابليو على موقع ديسكوغز (الإنجليزية)